# Кончеї
Кончеї (італ. Concei) — колишній муніципалітет в Італії, у регіоні Трентіно-Альто-Адідже,  провінція Тренто. У 2010 році муніципалітет об'єднали разом з муніципалітетами Беццекка, Моліна-ді-Ледро, П'єве-ді-Ледро, Тіарно-ді-Сопра і Тіарно-ді-Сотто, у єдиний муніципалітет Ледро.
Кончеї було розташоване на відстані близько 470 км на північ від Рима, 35 км на південний захід від Тренто.
Населення — 862 осіб (2009).
Щорічний фестиваль відбувається 11 листопада. Покровитель — святий Мартин.

## Демографія
Населення за роками:
Станом на 31 грудня 2009 року в муніципалітеті офіційно проживали 52 іноземці з 16 країн, серед них 8 громадян країн Євросоюзу та 1 громадянин України.

## Сусідні муніципалітети
- Беццекка
- Бледжо-Суперіоре
- Ф'яве
- П'єве-ді-Боно-Преццо
- П'єве-ді-Ледро
- Рива-дель-Гарда
- Тенно
- Тіоне-ді-Тренто
- Борго-Ларес